# 宇野康秀
宇野康秀（1963年8月12日—），生於日本大阪府，華裔男性商業及經濟人物。USEN集團董事長、子公司U-NEXT總裁。為大阪有线广播局（有線集團母體）創始人宇野元忠(於元忠)次子。
曾為集團愛貝克思第一股東及公司活力門第二股東，幫助兩家企業度過「濱崎步影響股價事件」、「活力門事件」困難期。

## 生平

### 創業
宇野康秀畢業於私立清風學園的附屬初中與高中、明治學院大學法學院。工读法律學專業。創業前為學習公司架構方面的經驗，而進入公司參加工作。
1988年4月，第2次面試地產公司里庫路特時得到錄用。入職1年左右辭職。
1989年6月，與里庫路特結識的職員們創設獨立人才派遣行業公司Intelligence，並進一步擴大公司規模。期間，後來的Cyber Agent總經理藤田晉曾於Intelligence任職過1年。
1998年3月，宇野康秀借這層關係擔任Cyber Agent的公司外部董事，直至2006年4月受有線與Cyber Agent兩邊交易落差擴大影響退任。
1998年7月，父親因病從公司退任，本無意繼承家族企業的宇野康秀辭任Intelligence總經理，成为大阪有線广播局的第2任局长。

### 商界的白馬王子
作為IT創業先驅及新城族的業界老資歷，宇野康秀得到包括因2004年的日本職棒重組問題、及2005年富士電視台收購話題矚目的活力門总经理堀江貴文等人關注，並被視為「新城族的大哥(ヒルズ族の兄貴分)」。
2006年3月16日，以每股71日圓總計95億日圓購入活力門12.75%股份，成為堀江貴文後的活力門第2股東。並接手富士電視臺， 降低因活力門股價低迷造成的損害賠償風險。為此，堀江貴文的律師留下「太好了(良かった)」的留言。讀賣新聞则评价宇野康秀為“復活的白馬王子”。6月14日，由活力門臨時股東大會選任外部董事。
2006年7月27日，售出持有AVEX的全部22.8%股份。但維係業務合作。
2007年8月3日，以「認為混亂期活力門的救濟任務已經完成」為由，售出全部所持活力門股票给金融服務公司摩根士丹利，並卸任外部董事。

### 創建Gyao，成立集團
因為不斷開展Gyao等在內的派生事業，致有線公司經營惡化，並持續赤字與負增長  。
2010年6月，以325億日圓，將佔公司30%綜合凈銷售額的核心公司Intelligence轉讓  。11月16日，象徵性承擔經營不善責任，辭任有線公司總經理，並退出經營第一線  。就任新成立的有線集團董事長。12月22日，從有線轉讓全部流通股至U-NEXT，就任總經理 。

## 人物

### 社會關係
- GyaO站內播出他與其他公司總經理們的談話節目「Real Business」，包括村上世彰、藤田晋、三木谷浩史等人友情出演；特別篇為田原總一朗與井上雄彦。

- 擔任愛貝克思第一股東期間簽約並扶持鈴木亞美及新人大塚愛，與濱崎步組成『Avex 3A』。 [6]
- 出資由原田淳製作的大塚愛作品，及男女混合8人表演團體AAA作品。

### 生活品位
- 座右銘『剛柔並進( )』[7]。
- 2001年12月15日，當選日本紳士時尚協會評選的第30屆最佳著裝獎最佳經濟人物 [7] 。
- 私底下練過多年鐵人三項，2012年9月完成日本最長的佐渡島鐵人三項賽。
- 2013年7月，練習登山不久的宇野康秀，成功登到歐洲阿爾卑斯山最高峰勃朗峰頂峰。

## 外部連結
- （日語）日本雅虎名人首頁（页面存档备份，存于）宇野康秀：經濟人(企業家、銀行家、創業家)